# Auslandsgesellschaft Deutschland
Die Auslandsgesellschaft Deutschland e. V. (AgD) ist ein gemeinnütziger Verein mit Sitz in Dortmund. Der Verein setzt sich für Völkerverständigung und den internationalen Dialog ein.

## Geschichte
Seit 1949 setzten sich in einigen Bundesländern Auslandsgesellschaften für Frieden, Toleranz und Völkerverständigung ein. Die älteste Auslandsgesellschaft ist die in Dortmund ansässige Auslandsgesellschaft Nordrhein-Westfalen e. V. Die Idee zur Bildung eines losen Verbundes von rechtlich selbständigen Auslandsgesellschaften entstand mit der Gründung der Niedersächsischen Auslandsgesellschaft e. V. (Gründung 2003 abgeschlossen) in Osnabrück und der Mitteldeutschen Auslandsgesellschaft (Gründung 2006 abgeschlossen) in Oberlichtenau (Sachsen).
Am 7. November 2005 wurde in Dortmund die Auslandsgesellschaft Deutschland e. V. (AgD) als Dach gegründet. Mit der Gründungsversammlung wurden die seit 2003 geführten Gespräche zur Konstituierung der AgD abgeschlossen.
Am 8. Oktober 2003 erfolgte im Rathaus der Stadt Dortmund die Verleihung des Preises für Völkerverständigung, Toleranz und Frieden an den ehemaligen ungarischen Ministerpräsidenten Ungarns Gyula Horn. für seinen Einsatz und die Förderung des internationalen Dialogs zwischen Menschen unterschiedlicher Nationalitäten, Religionen und Kulturen. Mit dem Preis der AgD werden Persönlichkeiten geehrt, die sich bei der Völkerverständigung im Geiste von Humanität und Toleranz verdient gemacht haben. Am 17. November 2004 fand das Sonnenenergieforum Dortmund als Auftaktveranstaltung zum landwirtschaftlichen Entwicklungsprojekt der AgD in Kooperation mit OIKOS Eine Welt e. V. in Angola statt. Es wurden 50.000 Euro an Spenden für 5 motorbetriebene Maismühlen gesammelt. Fünf Dorfgemeinschaften mit rund 100.000 Menschen leben von den Erträgen der Maismühlen.
Am 9. Dezember 2005 folgte im Sonnenenergieforum Dortmund die Erstmalige Verleihung des Preises für internationales Soziales Engagement an die Olga-Havel Stiftung, Prag, und Smile as a gift, Bratislava. Die Olga-Havel-Stiftung wurde ausgezeichnet, weil sie sich in besonderem Maße für die Rechte behinderter, alter und kranker Menschen in der Tschechischen Republik verdient gemacht hat.  Die Stiftung Smile as a gift setzt sich in der Slowakischen Republik in besonderem Maße für sozial benachteiligte Kinder, Jugendliche und Frauen ein.
Am 5. November 2006 erfolgte im Sonnenenergieforum Dortmund die Verleihung des Preises für Völkerverständigung, Toleranz und Frieden an die Charta 77. Stellvertretend für die Charta 77 und anlässlich ihres 30-jährigen Bestehens nahmen deren Mitglieder Vaclav Maly (Weihbischof von Prag) und Alexandr Vondra den Preis entgegen.

## Aufgaben
Der Zweck der Gesellschaft ist, „die auf Landesebene aktiven Auslandsgesellschaften bei der Erfüllung ihres Satzungsauftrages, der Völkerverständigung im Geiste der Humanität und Toleranz zu dienen, zu unterstützen.“ (Auszug aus der Vereinssatzung). Hierzu unterhält die AgD – zusammen mit der AGNRW – „die nach dem Weiterbildungsgesetz Nordrhein-Westfalen anerkannte Weiterbildungseinrichtung Intercultural Academy, welche die menschlichen, kulturellen, sozialen und wirtschaftlichen Beziehungen zu allen Völkern pflegt.“ (Auszug aus der Satzung)
Die AgD vertritt die Interessen der im Verbund der Auslandsgesellschaften in Deutschland zusammengefassten Auslandsgesellschaften national und international in politischen, kulturellen, sozialen und wirtschaftlichen Angelegenheiten gegenüber den Einrichtungen des Bundes, der Europäischen Union und der UNO sowie allen national und international tätigen Organisationen.
Sie unterhält auch eine Repräsentanz in der Bundeshauptstadt Berlin.
Gemeinsam mit der Auslandsgesellschaft Nordrhein-Westfalen e. V. hat die AgD ihren Sitz in der ehemaligen Polizeiwache an der Steinstraße 48 (Steinwache) in Dortmund, die während der NS-Zeit durch die Gestapo zur Folterung und Erpressung von Geständnissen politischer Gegner genutzt wurde.

## Tätigkeitsbereiche
- Die Intercultural Academy führt Interkulturelle Trainings, Deutsch als Fremdsprache (DaF)-Intensivsprachkurse, Integrationskurse des Bundesamts für Migration und Flüchtlinge, Fremdsprachkurse in 25 Sprachen sowie Schülersprachkurse in den Ferien durch. Die „Business Services“ fassen die Sprachdienstleistungen und interkulturellen Angebote für Unternehmen, Behörden und Verbände zusammen. Sie leistet mit ihrer Dienstleistungspalette einen Beitrag zur Integration von Ausländern in die Gesellschaftsstruktur der Bundesrepublik Deutschland. Gleichzeitig klärt sie über andere Länder, Kulturen und Religionen auf.
- Zweck der Internationalen Tanzakademie ist es, das Ballett als Kunstform in Kooperation mit den jeweiligen örtlichen nationalen Trägern der Ballette zu unterstützen.  Dabei arbeitet die Internationale Tanzakademie eng mit dem Ballett des Theaters Dortmund zusammen.
- Die Akademie für Internationale Beziehungen und Zusammenarbeit bündelt unter der Dach der AgD die nationalen und internationalen Kontakte der Gesellschaft. Im Rahmen ihrer Arbeit organisiert die Akademie internationale Länderkonferenzen, Veranstaltungen und wickelt internationale Projekte ab.